# Rigel (typ jachtu)
Rigel – typ dwumasztowych jachtów pełnomorskich z poszyciem stalowym, z ożaglowaniem typu kecz, zaprojektowany w 1975 r. przez Kazimierza Michalskiego. 
Zbudowano 13 jachtów tego typu.

## Jachty typu Rigel

### Wojewoda Koszaliński
Wojewoda Koszaliński – zbudowany w Stoczni Ustka w 1976 r. dla Koszalińskiego klubu Tramp, kadłub wyposażono w Darłowie. Silnik SW 266/M5.

### Czarny Diament
Czarny Diament – prywatny jacht, zbudowany w 1978 roku w Jastrzębiu Zdroju. Silnik Andrychowski Leyland SW 200, 65 KM. Opłynął prawie cały świat, przepłynął Pacyfik, 4 razy Ocean Indyjski i 7 razy Ocean Atlantycki. W 1978 roku odbywały się rejsy po Morzu Śródziemnym. Potem na krótko jacht popłynął do Bułgarii. Następnie rejs na Morze Czerwone. Tam wpadł na rafę, uszkodzenia były poważne – rozprute poszycie i złamany grotmaszt. Ściągnięcie jachtu na głęboką wodę wymagało przekopania w rafie kilkudziesięciometrowego kanału. Zajęło to dwa miesiące. Następnie Czarny Diament opłynął Afrykę, Ameryka Południowa, Kanał Panamski, Pacyfik. Polinezja i Australia. Pętlę dookoła świata zamknął w Dar-es Saalam. Po kilku latach spędzonych u wybrzeży Afryki, w roku 1985 jacht wrócił na Morze Śródziemne. Do Afryki pływał jeszcze dwa razy.

### Dar Bielska
Dar Bielska – zbudowany w 1980 roku systemem gospodarczym. Silnik WSW Andrychów SW 266/E1, 35 KW. Armatorem był Bielski OZŻ. Jacht odbył m.in. dwa rejsy na Karaiby, dwa razy przeszedł Ocean Indyjski, opłynął Afrykę. Brał udział w Columbusie 92. Jacht spłonął 13 lipca 1995 roku na redzie Mombasy, podczas prób silnika.

### Silverpol (ex. Bogusław X)
Silverpol (ex. Bogusław X) –  zbudowany w 1984 roku w Szczecińskiej Stoczni Remontowej. Silnik WSW Andrychów SW 266, 29.4 KW. Sygnał wywoławczy SPS 2046. Zatonął na Morzu Czerwonym.

### Kajman
Kajman – zbudowany w 1986 r. w Stoczni Szczecińskiej, port macierzysty Gdynia. Silnik PZM Puck SW400/M2.

### Ainez
Ainez – prywatny jacht zbudowany systemem gospodarczym w 1987 roku, nazwa pochodzi od imienia żony pierwszego armatora pisanego wspak (Zenia, zdrobnienie od Zenona). W 2002 roku przeszedł gruntowny remont i obecnie znajduje się w ofercie włoskiej firmy czarterowej.

### Barlovento II
Barlovento II – zbudowany w 1988 roku w Szczecińskiej Stoczni Remontowej. Silnik Mercedes OM606 71kW. Port macierzysty Gdańsk. Sygnał wywoławczy SPS 2024. Armator prywatny.

### Solaris (ex Dar Śląska)
Solaris (ex Dar Śląska) – zbudowany w 1988 roku w Szczecińskiej Stoczni Remontowej. Silnik PZM Puck SW 266/M5, 39 KW. W 1992 roku jacht uczestniczył w regatach z okazji 500-lecia odkrycia Ameryki (Columbus 92). Później wiele rejsów po Morzu Północnym i Bałtyku. Bliźniak jachtu Barlovento II (różnią się rozwiązaniem zabudowy wnętrza), budowane razem w Szczecinie. Od pozostałych Rigli odróżnia je "psia buda" nad kokpitem oraz pomysłowe umieszczenie tratw ratunkowych w specjalnych zagłębieniach na rufie. Zatonął w okolicach przylądku Samana (Dominikana) w 2015 roku.

### Miran
Miran – zbudowany w 1991 roku systemem gospodarczym. Silnik Volvo Penta MD 21D, 44.2 KW. Armator prywatny. W 1997 roku został sprzedany austriackiemu armatorowi.

### Lea
Lea – prywatny jacht budowany systemem gospodarczym. Bandera czeska. Kadłub zbudowany w stoczni w Szczecinie. Następnie sprzedany do Austrii. Ostatecznie dokończony w Hamburgu.

### Nashachata
Nashachata – kadłub jachtu powstał w latach 90 w klubie żeglarskim Nawa z Rybnika. Następnie sprzedany Centrum Wychowania Morskiego ZHP i przewieziony do Gdyni, gdzie miał zostać jachtem harcerek i nazywać się Grażyna II. Następnie niedokończony kadłub sprzedano w prywatne ręce i w 2007 r. zwodowana jako wyprawowy jacht s/y Nashachata. Silnik Vetus DT 44. 13 grudnia 2010 r. sztrandował w zatoce Slogget w Argentynie i został stracony.

### Lobo
Lobo – zmodyfikowany konstrukcyjnie Rigel, zbudowany systemem gospodarczym i zwodowany na przełomie lat 2015/16. MMSI: 261036170.